# 統一麵包便利商店

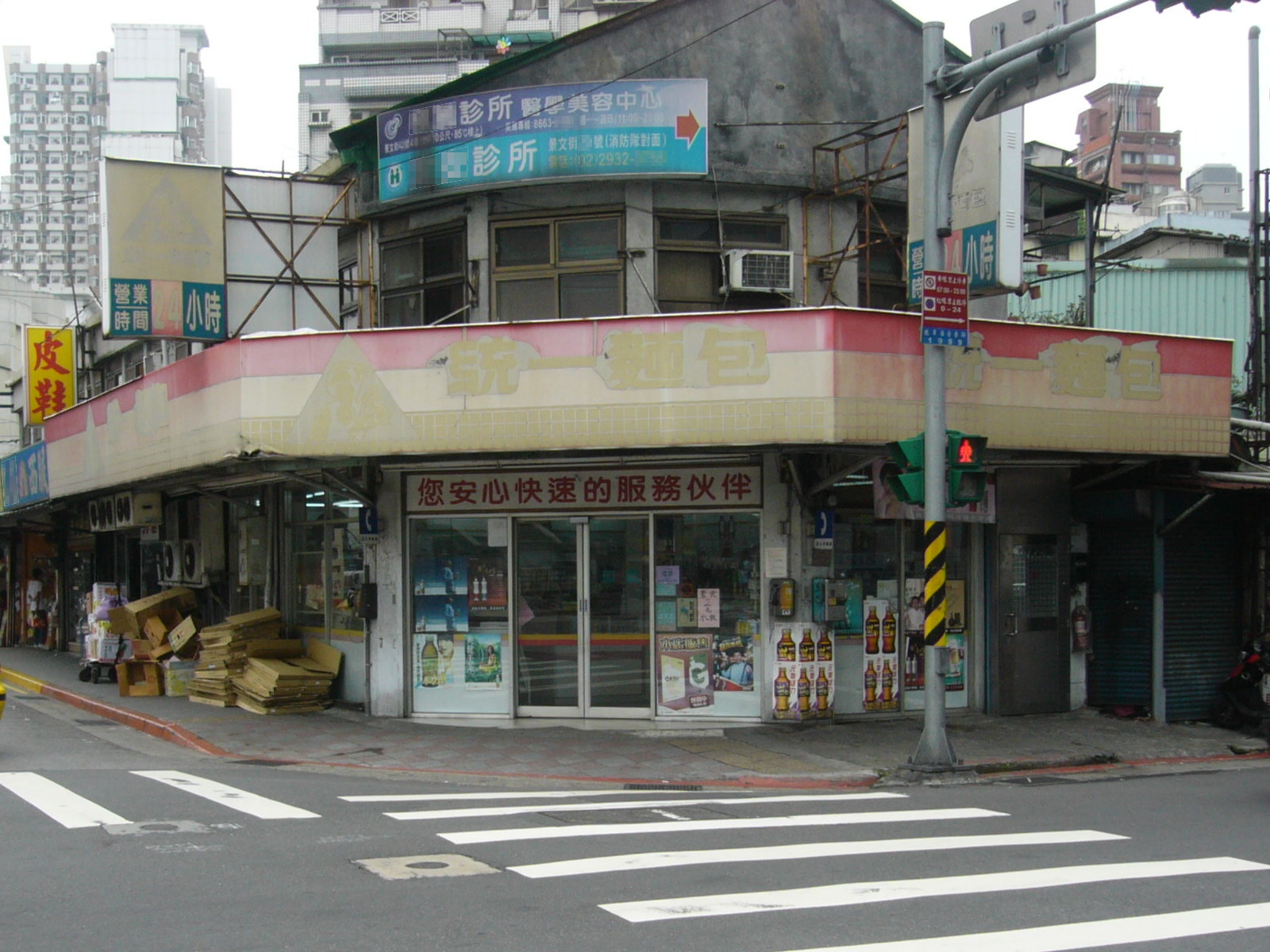
已撕除「統一麵包」商標與標準字的統一麵包便利商店，攝於2011年6月的臺北市文山區

統一麵包便利商店是台灣統一企業經營的一個便利商店體系，目前絕大多數加盟店已經停止經營或轉加盟其他便利商店系統。外界多將統一超商與統一麵包便利商店混淆在一起，兩者實際上是兩個不同的經營體系。
1980年統一企業於食品事業群下設立麵包部，同時成立中壢大麵包廠，開始生產統一麵包；為了擴大銷售管道，於同年7月12日成立自願連鎖型態的統一麵包專賣店，然而自此開始陷入年年虧損的窘境。1986年5月5日於台灣臺中發生蘋果麵包中毒事件，對統一麵包造成嚴重打擊；同年9月，統一麵包加盟店店主發起「經營改善委員會」，作為與統一企業間經營的橋樑，並試圖找出改善的方式。在研究過多種方式後，1988年以便利商店的型態重新開幕，1992年統一企業另成立商品部與加盟業務部來統籌統一麵包加盟店的經營，其後快速發展店數不斷增多，最多的時期曾到達數百家。1996年推出第三代店，但之後店數逐漸遞減。
統一麵包便利商店因採自願加盟，技術門檻低，且對加盟店約束力小，經營上也無特別之處，許多加盟店期滿改掛自己招牌不願繼續加盟，與同集團內的統一超商或其他便利商店通路競爭力也不斷下降，因此發展出現瓶頸。統一企業基於整體營運考量，於1990年代末期便逐漸放棄此一體系，並且由統一超商輔導既有加盟店改換7-Eleven體系；之後，加盟店陸續終止契約，不願轉投7-Eleven者則改採獨立經營或轉入其他便利商店體系，加盟總部2002年停止運作。